# PerlMonks
PerlMonks는 펄 프로그래밍의 모든 부분, 그리고 그와 관련된 웹 애플리케이션과 시스템 관리 등 기타 관련 주제를 다루는 커뮤니티 웹사이트이다. 사용자들에 의해 수도원(The Monastery)으로 불린다. 출가자(monks)로 불리는 사용자들은 다른 출가자들이 답변하고 좋고 나쁨을 투표할 수 있는 토론 주제를 만든다. 사용자들은 PerlMonks 웹사이트의 대략적인 참여도를 측정하는 경험치(XP)를 보유하며 다른 출가자들이 이를 인지한다.(이는 펄 언어의 능숙도를 의미하지는 않는다) 모든 출가자들은 프로파일 정보와 개인화된 공간을 제공하는 홈 노드(home node)를 보유한다.
저명한 회원들로는 펄 언어 개발자, 잘 알려진 여러 권의 펄 도서의 저자들, 그리고 수많은 CPAN 모듈의 개발자들이 포함된다. CPAN 개발자들은 PerlMonks에서 자신들의 모듈의 지원을 제공하고 홍보한다.